# Discografia di MamboLosco
La discografia di MamboLosco, rapper italo-statunitense, è costituita da tre album in studio e trentasette singoli  (inclusi quelli come artista ospite), pubblicati dal 2017.

## Album in studio
| Anno                                                         | Titolo | Classifiche | Certificazioni |
| Anno                                                         | Titolo | ITA         | Certificazioni |
| ------------------------------------------------------------ | --- | ----------- | -------------- |
| 2019                                                         | Arte - Pubblicato: 12 settembre 2019 - Etichetta: Triplosette Entertainment, Universal - Formati: CD, download digitale, streaming | 3           | - ITA: Platino |
| 2020                                                         | Caldo (con Boro) - Pubblicato: 3 luglio 2020 - Etichetta: Universal - Formati: CD, download digitale, streaming                    | 4           |                |
| 2023                                                         | Facendo faccende - Pubblicato: 26 maggio 2023 - Etichetta: Universal - Formati: CD, download digitale, streaming                   | 8           |                |
| "—" indica una pubblicazione non classificata in quel paese. | |             |                |

## Singoli

### Come artista principale
| Anno                                                         | Titolo                                | Classifiche | Certificazioni     | Album di provenienza |
| Anno                                                         | Titolo                                | ITA         | Certificazioni     | Album di provenienza |
| ------------------------------------------------------------ | ------------------------------------- | ----------- | ------------------ | -------------------- |
| 2017                                                         | Come se fosse normale (feat. Nashley) | —           |                    | /                    |
| 2017                                                         | Me lo sento (feat. Nashley)           | —           |                    | /                    |
| 2017                                                         | Guarda come flexo (feat. Edo Fendy)   | 63          | - ITA: Platino     | /                    |
| 2017                                                         | 420 (con Edo Fendy e Nashley)         | —           |                    | /                    |
| 2017                                                         | Piano piano Way (feat. Nashley)       | —           |                    | /                    |
| 2018                                                         | Guarda come flexo 2                   | 16          | - ITA: Oro         | Arte                 |
| 2019                                                         | Bingo                                 | 35          |                    | /                    |
| 2019                                                         | Arcobaleno                            | 64          |                    | /                    |
| 2019                                                         | Lento (con Boro e Don Joe)            | 9           | - ITA: Platino (3) | Arte                 |
| 2019                                                         | Twerk (feat. Boro)                    | 12          | - ITA: Platino     | Arte                 |
| 2020                                                         | Il passo (feat. Samurai Jay)          | 47          |                    | Caldo                |
| 2020                                                         | Mes amis (con Boro)                   |             |                    | Caldo                |
| 2021                                                         | Demone                                | 81          | - ITA: Oro         | Facendo faccende     |
| 2021                                                         | SkuSku (feat. Pyrex)                  | —           |                    | /                    |
| 2021                                                         | Pull Up                               | 73          | - ITA: Oro         | Facendo faccende     |
| 2022                                                         | BlaBlaBla                             | 32          | - ITA: Oro         | Facendo faccende     |
| 2022                                                         | #Si (feat. Tony Effe)                 | —           |                    | /                    |
| 2022                                                         | Bandito                               | —           |                    | Facendo faccende     |
| 2023                                                         | Pochi pochi                           | —           |                    | /                    |
| 2023                                                         | Karma (feat. Rondodasosa)             | 43          |                    | Facendo faccende     |
| 2024                                                         | Guarda come fl3xo                     | —           |                    | /                    |
| 2024                                                         | Cuori spezzati                        | —           |                    | /                    |
| 2024                                                         | Connessioni                           | —           |                    | /                    |
| 2025                                                         | Harder (feat. Low-Red)                | —           |                    | /                    |
| 2025                                                         | Player del secolo (feat. Guè)         | —           |                    | /                    |
| 2025                                                         | Outfit Check (feat. Diss Gacha)       | —           |                    | /                    |
| "—" indica una pubblicazione non classificata in quel paese. |                                       |             |                    |                      |

### Come artista ospite
| Anno                                                         | Titolo                                                          | Classifiche | Certificazioni | Album di provenienza      |
| Anno                                                         | Titolo                                                          | ITA         | Certificazioni | Album di provenienza      |
| ------------------------------------------------------------ | --------------------------------------------------------------- | ----------- | -------------- | ------------------------- |
| 2018                                                         | Ghostblaster (Gabry Ponte feat DJ Matrix, MamboLosco e Nashley) | —           |                | Musica da giostra, vol. 5 |
| 2019                                                         | 23 coltellate (Highsnob feat. MamboLosco)                       | —           | - ITA: Oro     | /                         |
| 2021                                                         | No Good (Malerba feat. MamboLosco)                              | —           |                | /                         |
| 2021                                                         | Britney (Rosa Chemical feat. Radical e MamboLosco)              | 52          |                | Forever and ever          |
| 2021                                                         | Onlyfans (Slings feat. MamboLosco)                              | 59          | - ITA: Platino | Wave Deluxe               |
| 2021                                                         | Ballas RMX (Diss Gacha feat. Janga ODT e MamboLosco)            | —           |                | Ballas                    |
| 2022                                                         | Occhi su di me (Blake Religion feat. MamboLosco)                | —           |                | /                         |
| 2022                                                         | Thick Remix (Slings feat. MamboLosco)                           | —           |                | /                         |
| 2023                                                         | Il doc 3 (VillaBanks feat. Tony Effe, Slings e MamboLosco)      | 45          | - ITA: Platino | VillaBanks                |
| 2023                                                         | Cheerleader (Boro feat. MamboLosco)                             | —           |                | Bendicion                 |
| 2023                                                         | Ballas 2 (Diss Gacha feat. MamboLosco)                          | —           |                | /                         |
| "—" indica una pubblicazione non classificata in quel paese. |                                                                 |             |                |                           |

## Altri brani entrati in classifica e/o certificati
| Anno                                                         | Titolo                                  | Classifiche | Certificazioni | Album di provenienza |
| Anno                                                         | Titolo                                  | ITA         | Certificazioni | Album di provenienza |
| ------------------------------------------------------------ | --------------------------------------- | ----------- | -------------- | -------------------- |
| 2019                                                         | Costa tanto (feat. Tony Effe)           | 73          |                | Arte                 |
| 2019                                                         | Mc drive (feat. Shiva)                  | 62          |                | Arte                 |
| 2019                                                         | No Cap                                  | —           | - ITA: Oro     | Arte                 |
| 2020                                                         | Va così (con Boro feat. Dark Polo Gang) | 93          |                | Caldo                |
| 2020                                                         | Twerk RMX (con Boro feat. Anna)         | 95          |                | Caldo                |
| 2020                                                         | Lento RMX (con Boro feat. Lola Índigo)  | 80          |                | Caldo                |
| 2023                                                         | Vodka (feat. Anna)                      | 72          |                | Facendo faccende     |
| "—" indica una pubblicazione non classificata in quel paese. |                                         |             |                |                      |

## Collaborazioni
| Anno                                                         | Titolo | Classifiche | Certificazioni | Album di provenienza              |
| Anno                                                         | Titolo | ITA         | Certificazioni | Album di provenienza              |
| ------------------------------------------------------------ | --- | ----------- | -------------- | --------------------------------- |
| 2018                                                         | Expensive (Dark Polo Gang feat. MamboLosco)                                                                                 | 40          |                | Trap Lovers Reloaded              |
| 2018                                                         | Avocado (Nashley feat. MamboLosco)                                                                                          | —           |                | Real                              |
| 2020                                                         | Te quemas - Remix (Elettra Lamborghini feat. Samurai Jay e MamboLosco)                                                      | —           |                | Twerking Queen (el resto es nada) |
| 2020                                                         | 4L (Dark Polo Gang feat. MamboLosco)                                                                                        | —           |                | Dark Boys Club                    |
| 2020                                                         | Bad Bitch (Highsnob feat. MamboLosco)                                                                                       | —           |                | Yang                              |
| 2020                                                         | Charline (Vegas Jones feat. MamboLosco)                                                                                     | —           |                | Giro veloce                       |
| 2021                                                         | Mamacita (Ski & Wok feat. MamboLosco)                                                                                       | —           |                | Rockstar 99                       |
| 2022                                                         | Euro (Wayne Santana feat. MamboLosco)                                                                                       | —           |                | Succo di zenzero, vol. 2          |
| 2022                                                         | Advice (Anna feat. MamboLosco)                                                                                              | 89          | - ITA: Platino | Vera Baddie                       |
| 2022                                                         | BTX Posse (The Night Skinny feat. Fabri Fibra, Ernia, Lazza, Tony Effe, Coez, Geolier, Guè, Paky, MamboLosco e L'immortale) | —           | - ITA: Oro     | Botox                             |
| 2022                                                         | Fernando (The Night Skinny feat. Side Baby, Pyrex e MamboLosco)                                                             | —           |                | Botox                             |
| 2023                                                         | Shake That Ass (Peppe Soks feat. MamboLosco)                                                                                | —           |                | Ammore malamente                  |
| 2023                                                         | Champagne Problems (Yung Snapp feat. MamboLosco)                                                                            | —           |                | Hotel Montana                     |
| 2023                                                         | Saint Laurent (Neves17 feat. MamboLosco)                                                                                    | —           |                | Ieri, oggi e domani               |
| 2024                                                         | 100 tipe (Mikush feat. MamboLosco)                                                                                          | —           |                | Capo della Jersey                 |
| 2024                                                         | Praja (Young Hash feat. MamboLosco)                                                                                         | —           |                | Salsedine                         |
| "—" indica una pubblicazione non classificata in quel paese. | |             |                |                                   |